# Березоворудский сельский совет
Березоворудский сельский совет (укр. Березоворудська сільська рада) — входит в состав
Пирятинского района
Полтавской области
Украины.
Административный центр сельского совета находится в 
с. Берёзовая Рудка.

## Населённые пункты совета
- с. Берёзовая Рудка
- с. Вечорки
- с. Крячковка
- с. Марьинское